# FC Monnerich
Der FC Monnerich (lux.: FC Monnerech, franz.: FC Mondercange) ist ein luxemburgischer Fußballverein aus Monnerich.

## Geschichte
Der Verein wurde 1933 unter seinem heutigen Namen gegründet. Während der deutschen Besatzung im Zweiten Weltkrieg ab 1940 hieß der Verein FK Monnerich. 1944 erfolgte die Rückbenennung in FC Mondercange.
1998 gelang erstmals der Aufstieg in die höchste Spielklasse Luxemburgs. Dieser gehörte der FC Monnerich ununterbrochen bis 2004 an. Dem direkten Wiederaufstieg 2006 folgte der Wiederabstieg in der folgenden Saison. In der Saison 2008/09 konnte man den dritten Aufstieg der Vereinsgeschichte feiern.
Der FCM erreichte zweimal hintereinander das nationale Pokalfinale, unterlag jedoch beide Male dem luxemburgischen Rekordmeister Jeunesse Esch mit 0:3 (1999) und 1:4 (2000).
Aufgrund der Teilnahme von Jeunesse Esch an der Qualifikation zur UEFA Champions League nahm der FC Monnerich 1999 an der Qualifikation zum UEFA-Pokal teil.

## Europapokalbilanz
| Saison    | Wettbewerb | Runde         | Gegner          | Gesamt | Hin     | Rück    |
| --------- | ---------- | ------------- | --------------- | ------ | ------- | ------- |
| 1999/2000 | UEFA-Pokal | Qualifikation | Dinamo Bukarest | 02:13  | 2:6 (H) | 0:7 (A) |

Gesamtbilanz: 2 Spiele, 2 Niederlagen, 2:13 Tore (Tordifferenz −11)

## Stadion
Der Verein trägt seine Heimspiele im 3.304 Zuschauer fassenden Stade Communal aus. Zum Areal gehört noch ein weiterer Kunstrasenplatz, wo die Jugend- und Reservespiele stattfinden. In unmittelbarer Nachbarschaft befindet sich auch der Sitz des luxemburgischen Fußballverbands FLF. 

## Ehemalige Spieler
- Valentin Roulez (2014–2017)
- Pierre Piskor (2016–2017)
- Kim Kintziger (2016–2022)
- Michael Omosanya (2019–2021)
- Clayton De Sousa Moreira (2022–2023)

## Ehemalige Trainer
- David Régis (2013)